# Línia de transmissió acústica

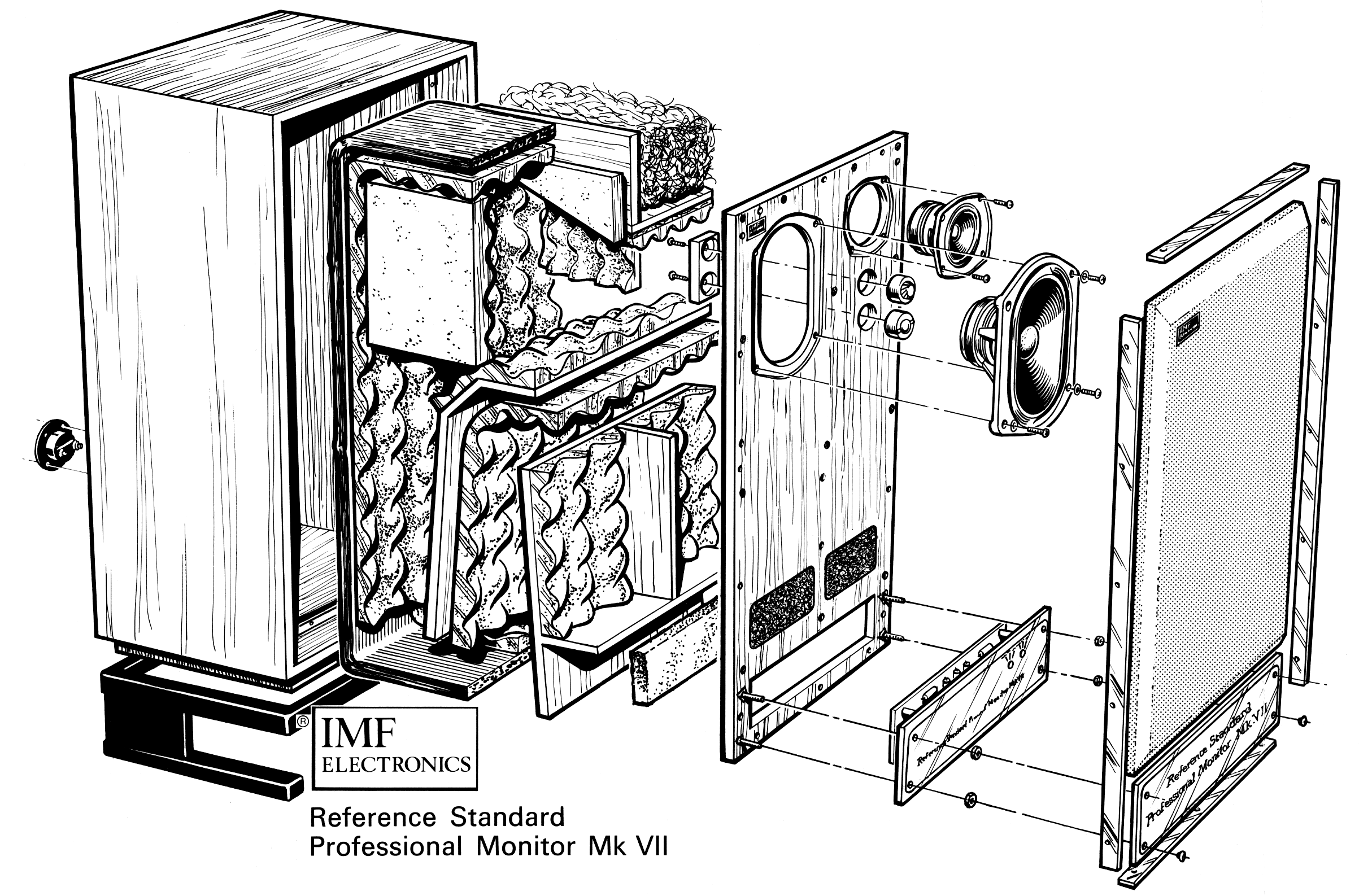
Dibuix seccionat d'un sistema d'altaveus de línia de transmissió comercial de 4 vies, l'IMF Reference Standard Professional Monitor Mk VII (al voltant de 1982). El recinte és 104 cm alt (116 cm al seu suport), 43 cm de profunditat i 50 cm d'ample, amb un volum brut de caixa d'uns 218 litres. L'eficiència utilitzant el soroll rosa a 1 metre és 80-82 dB a 1 watt, depenent de la configuració del filtre/equalització. La resposta de freqüència es va citar a 17 Hz a 40 kHz, amb freqüències de creuament de 350 Hz, 3 kHz i 13 kHz. Les unitats motrius constaven d'un 30 by 21 cm woofer d'estirè/fibra de vidre, 13 cm gamma mitjana de polímer dissenyat, 4.5 cm tweeter amortit per ferrofluid, i 2 cm tweeter d'alta freqüència de cúpula química amortida per ferrofluid.

Una línia de transmissió acústica és l'ús d'un conducte llarg, que actua com a guia d'ona acústica i s'utilitza per produir o transmetre el so de manera no distorsionada. Tècnicament és l'anàleg acústic de la línia de transmissió elèctrica, concebuda típicament com un conducte o tub de parets rígides, que és llarg i prim amb relació a la longitud d'ona del so present en ella.
Alguns exemples de tecnologies relacionades amb la línia de transmissió (TL) inclouen el tub parlant (la majoria obsolet), que transmetia el so a una ubicació diferent amb pèrdues i distorsió mínimes, instruments de vent com l'orgue de tubs, vent de fusta i llautó que es poden modelar en part com a transmissió. línies (tot i que el seu disseny també implica generar so, controlar-ne el timbre i acoblar-lo de manera eficient a l'aire lliure), i altaveus basats en línies de transmissió que utilitzen el mateix principi per produir freqüències baixes i esteses precises i evitar la distorsió. La comparació entre un conducte acústic i una línia de transmissió elèctrica és útil en el modelatge d'"elements agrupats" de sistemes acústics, en què els elements acústics com volums, tubs, pistons i pantalles es poden modelar com a elements únics en un circuit. Amb la substitució de la pressió per la tensió i la velocitat de les partícules de volum pel corrent, les equacions són essencialment les mateixes. Les línies de transmissió elèctrica es poden utilitzar per descriure tubs i conductes acústics, sempre que la freqüència de les ones al tub estigui per sota de la freqüència crítica, de manera que siguin purament planes.

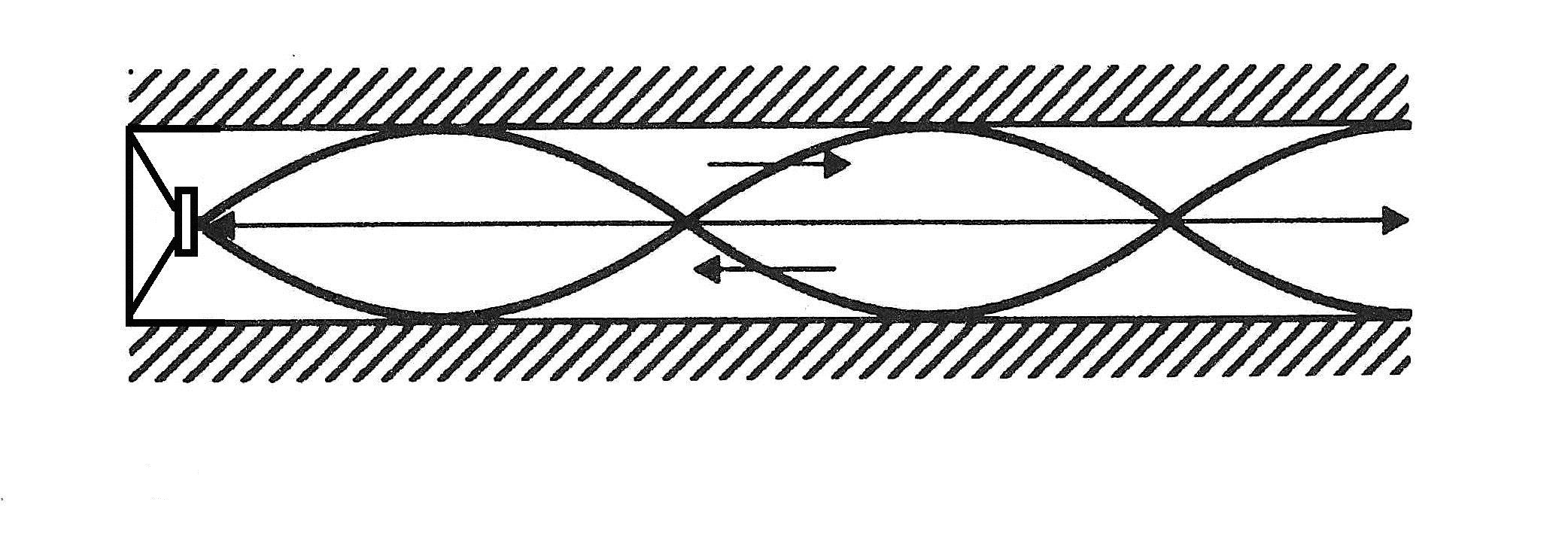
Fig. 1 - Relació entre longitud de TL i longitud d'ona

## Principis de disseny

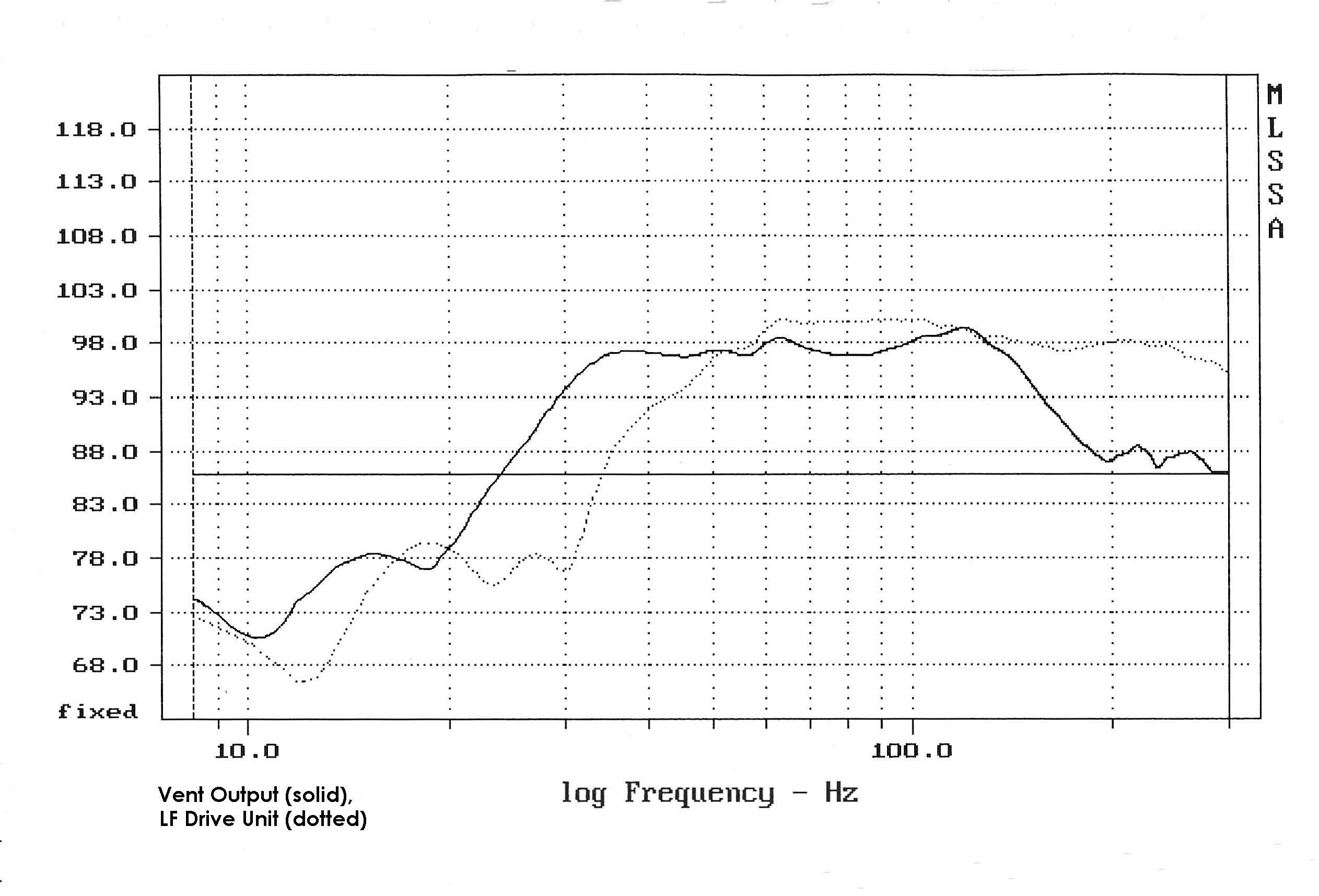
Fig. 2 - Mesura de la resposta en freqüència (magnitud) de la unitat d'accionament i les sortides TL

La inversió de fase s'aconsegueix seleccionant una longitud de línia que sigui igual al quart de longitud d'ona de la freqüència més baixa objectiu. L'efecte s'il·lustra a la figura 1, que mostra un límit dur en un extrem (l'altaveu) i la sortida de línia oberta a l'altre. La relació de fase entre el controlador de baix i la ventilació està en fase a la banda de pas fins que la freqüència s'acosta al quart de longitud d'ona, quan la relació arriba als 90 graus com es mostra. Tanmateix, en aquest moment la ventilació està produint la major part de la sortida (Fig. 2). Com que la línia funciona durant diverses octaves amb la unitat d'accionament, l'excursió del con es redueix, proporcionant SPL més alts i nivells de distorsió més baixos, en comparació amb els dissenys de deflectors reflex i infinits.
El càlcul de la longitud de la línia necessària per a una determinada extensió de baix sembla ser senzill, basat en una fórmula senzilla:
{\displaystyle \ell ={\frac {344}{\,4\times f\,~}}}
on {\displaystyle f} és la freqüència del so en hertzs (Hz), {\displaystyle 344} és la velocitat del so en l'aire a 20° C en metres/segon, i {\displaystyle \ell } és la longitud de la línia de transmissió en metres.

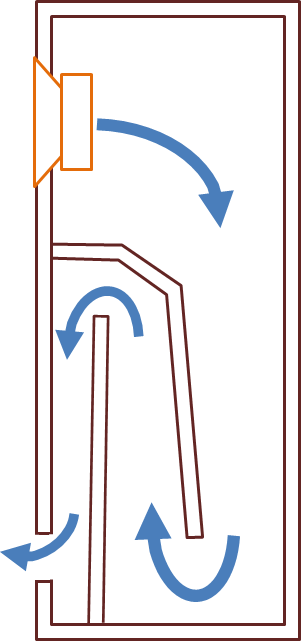
Aquesta imatge és en realitat una banya plegada invertida. Es pot dir que la gola és més gran que prop de l'obertura del port. Un autèntic recinte de línia de transmissió té la mateixa amplada "ventilació" a tot arreu.

La càrrega complexa de la unitat d'accionament de baixos requereix paràmetres específics del controlador Thiele-Small per obtenir tots els avantatges d'un disseny TL. No obstant això, la majoria de les unitats d'accionament del mercat estan desenvolupades per als dissenys més comuns de reflex i deflectors infinits i normalment no són adequades per a la càrrega TL. Els controladors de baix d'alta eficiència amb capacitat de baixa freqüència estesa, solen estar dissenyats per ser extremadament lleugers i flexibles, amb suspensions molt compatibles. Tot i que funcionen bé en un disseny reflex, aquestes característiques no coincideixen amb les exigències d'un disseny TL. La unitat d'accionament s'acobla efectivament a una llarga columna d'aire que té massa. Això redueix la freqüència de ressonància de la unitat d'accionament, negant la necessitat d'un dispositiu altament compatible. A més, la columna d'aire proporciona una força més gran sobre el propi conductor que un conductor que s'obre a un gran volum d'aire (en termes senzills, proporciona més resistència a l'intent del conductor de moure'l), de manera que controlar el moviment de l'aire requereix una con rígid, per evitar la deformació i la consegüent distorsió.

## Descobriment i desenvolupament
El concepte va ser anomenat "laberint acústic" per Stromberg-Carlson Co. quan es va utilitzar a les seves ràdios de consola a partir de 1936 (vegeu Concert Grand 837G Ch= 837 Radio Stromberg-Carlson Australasia Pty | Radiomuseum). Aquest tipus de tancament d'altaveus va ser proposat l'octubre de 1965 pel Dr AR Bailey i AH Radford a la revista Wireless World (p483-486). L'article postulava que l'energia de la part posterior d'una unitat del conductor es podia absorbir essencialment, sense amortir el moviment del con ni superposar reflexions internes i ressonància, de manera que Bailey i Radford van raonar que l'ona posterior es podia canalitzar per un tub llarg. Si s'absorbís l'energia acústica, no estaria disponible per excitar ressonàncies. Una canonada de longitud suficient es podria afilar i farcir de manera que la pèrdua d'energia fos gairebé completa, minimitzant la sortida de l'extrem obert. No s'ha establert un ampli consens sobre la conicitat ideal (expansió, secció transversal uniforme o contracció).

## Usos

### Disseny d'altaveus
Les línies de transmissió acústica van guanyar l'atenció en el seu ús als altaveus als anys seixanta i setanta. L'any 1965, l'article d'AR Bailey a Wireless World, "A Non-resonant Loudspeaker Enclosure Design", va detallar una línia de transmissió en funcionament, que va ser comercialitzada per John Wright i els seus socis amb la marca IMF i més tard TDL, i va ser venuda per l'audiòfil Irving M. "Bud" Fried als Estats Units.